# L'innesto
L'innesto è una commedia di Luigi Pirandello probabilmente composta nel periodo settembre-ottobre del 1917 sulla base delle novelle Scialle nero, della raccolta con lo stesso titolo e L'altro figlio, della raccolta In silenzio.
Il 29 gennaio 1919 fu rappresentata al Teatro Manzoni di Milano con protagonista Maria Melato nella parte di Laura Banti.
Fu pubblicata nel 1922 dagli editori Fratelli Treves.
Dalla commedia è stata tratta La scelta, un film italiano del 2015 diretto da Michele Placido.

## Trama
Laura Banti, recatasi a dipingere in un parco di Roma, a Villa Giulia, vicino alla sua dimora, ha subìto un brutale stupro e, lei che in sette anni di matrimonio non ha avuto figli, ora è rimasta incinta dalla violenza sessuale.
Laura, superato sia pure parzialmente il dramma subìto, reagisce riversando in misura maggiore il suo amore verso il marito di cui comprende l'interiore conflitto. Essa aumenta le cure e le attenzioni amorose per il marito quasi per coinvolgerlo nel dare un nuovo senso all'accaduto, quasi per rivestire di bene quell'atto malvagio da cui pure nascerà qualcosa di bello: una nuova vita.
Ma Giorgio non riesce a non sentire un sentimento di ripugnanza e disgusto verso quel nascituro per lui simbolo dell'oltraggio alla sua paternità, e non capisce l'intenzione della moglie di voler dare con la forza del loro amore un valore positivo all'accaduto; anzi, egli pensa che sia un espediente, quasi un inganno, per fargli accettare un figlio non suo.
Il marito quindi, decide che Laura debba abortire e chiama il dottor Romeri perché intervenga. Il dottore mentre attende di essere introdotto nella camera di Laura ha un colloquio con la madre di lei, la signora Francesca, che domanda al dottore se egli condivide l'intento di Giorgio di fare abortire la moglie.
Il dottore racconta allora un episodio di quand'era medico militare:
Il medico questa volta è d'accordo con la sua coscienza nel sopprimere la vita che Laura ha dentro di sé, sempre che lei acconsenta.
Ma Laura non rinuncerà mai ad essere madre, a soffocare il suo amore istintivo e naturale al punto che preferirà abbandonare il marito.
Solo a questo punto Giorgio capirà ciò che sta perdendo: quell'amore di cui finora ha goduto soltanto lui ora quasi si riverbera raddoppiandosi sul figlio che deve nascere e che proprio questo amore profondo glielo farà alla fine sentire come suo.
Ciò che ha subìto sua moglie è stato come un innesto che ferisce la pianta ma le fa dare nuovi e migliori frutti.

## Edizioni
- Luigi Pirandello, Maschere nude, a cura di Italo Zorzi e Maria Argenziano, Newton Compton Editori, 2007